# 进贤增三
室女座46，又名BD-02 3609，HD 112992、SAO 139096、HR 4925，是室女座的一颗恒星，视星等为5.99，位于銀經307.43，銀緯59.42，其B1900.0坐标为赤經12h 55m 26.9s，赤緯-2° 59.42′ 51″。